# ReMarkable
 (juin 2020).
reMarkable est une tablette à encre électronique permettant de lire des livres et des documents, de dessiner et de prendre des notes. Elle a pour objectif d'approcher la sensation du papier. Développée par une start-up norvégienne du même nom, la tablette est destinée principalement aux étudiants, aux universitaires et aux professionnels,. Son développement a débuté en 2013 et une campagne de financement participatif a été lancée fin 2016. Les précommandes ont commencé en 2017. 
La tablette reMarkable a pour but de joindre l'expérience de lecture du papier électronique avec l'expérience d'écriture d'une tablette numérique haut de gamme, grâce à son système d'exploitation basé sur Linux. Elle est également présentée comme étant solidement conçue.

## Histoire
La société a été fondée par Magnus Wanberg et a commencé la création du produit à Oslo début 2014. Elle a collaboré avec la société taïwanaise E Ink.
Elle est maintenant disponible en version 2.

## Système d'exploitation
reMarkable utilise son propre système d'exploitation, Codex. Codex est basé sur Linux, et il est optimisé pour le papier électronique. 

## Accueil
La reMarkable RM100, lancée fin 2017, a été critiquée pour sa lenteur lors du chargement de fichiers. En mars 2019, Vesa Linja-aho, un chroniqueur du magazine d'informatique finlandais Skrolli, a qualifié la tablette de jouet trop cher, avec une commercialisation savamment orchestrée, que personne n'achèterait s'il pouvait l'essayer en magasin. Il l'a comparée aux objets superflus vendus par correspondance dans les années 90. 

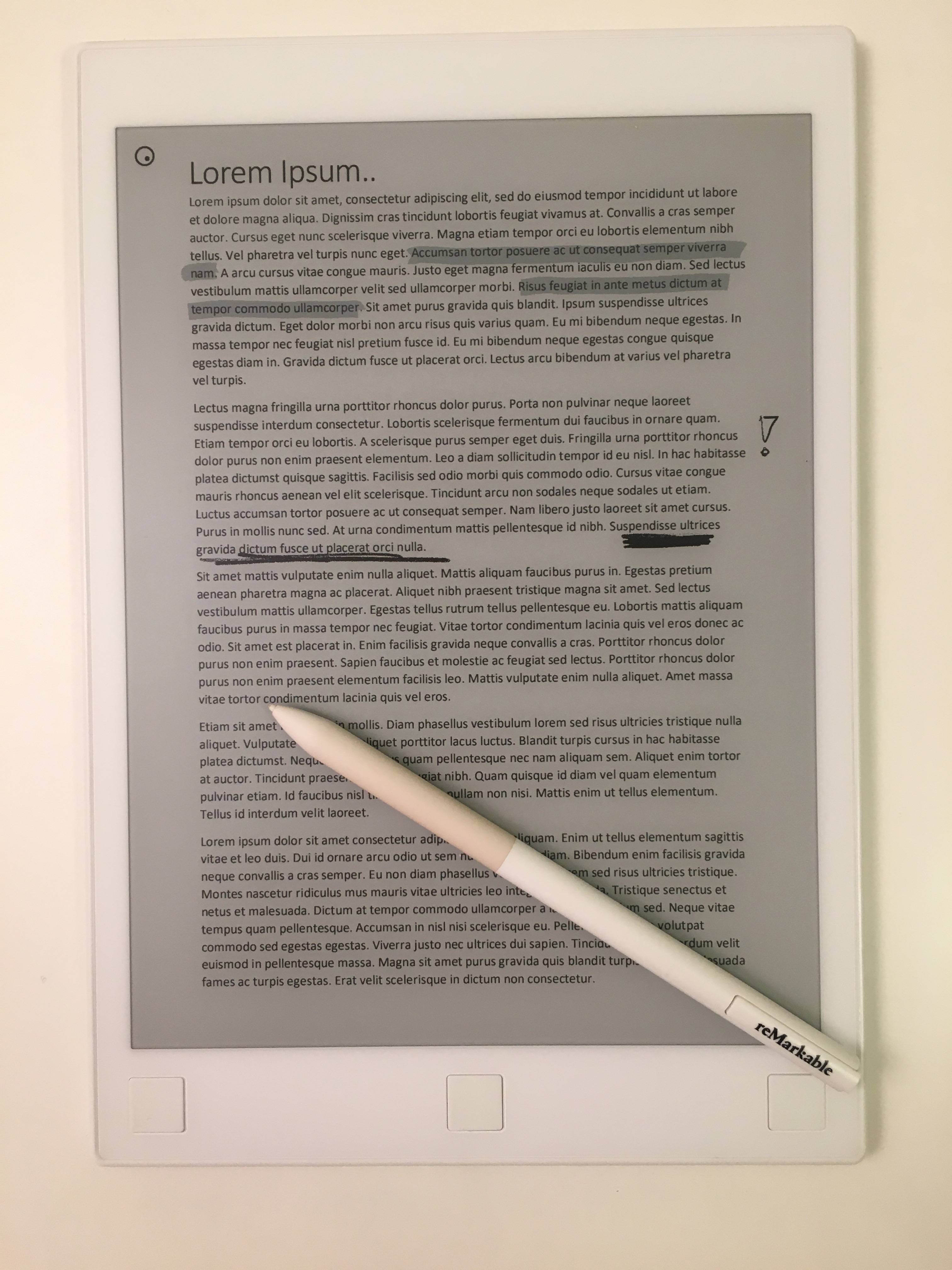
Un fichier PDF sur la reMarkable, annoté avec son stylet
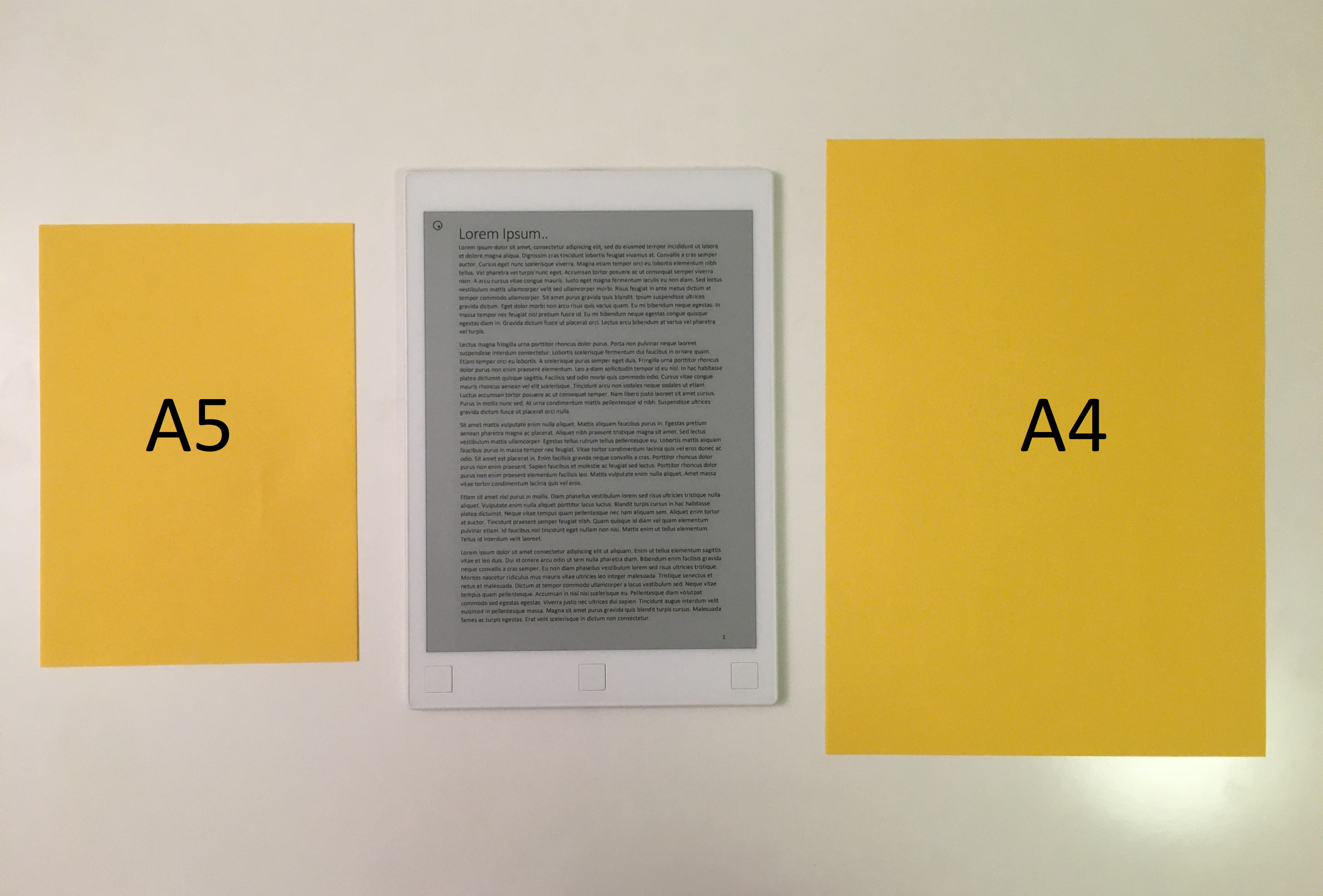
Taille de la tablette reMarkable par rapport aux formats de papier A4 et A5

Le magazine Wired a publié un avis mitigé sur la version 2.0 de cette tablette ; soulignant qu’elle était très efficace pour prendre des notes manuscrites, mais que c’était « à peu près tout ce qu’elle savait faire ».